# DR-Baureihe ET 170
Der Versuchszug der Baureihe ET 1700 (ab 1970: Baureihe 2782) ist der erste nach dem Krieg von der Deutschen Reichsbahn entwickelte Triebwagen für die Berliner S-Bahn. In die Berliner Verkehrsgeschichte ging er als „Blaues Wunder“ ein, das im Jahr 1959 – anlässlich des 10. Jahrestages der DDR – für Aufsehen sorgte. Nach völlig neuartigen Gesichtspunkten konstruiert, sollten S-Bahnen dieser Art damals Lücken im Wagenpark schließen, die sich durch den Zweiten Weltkrieg, den anschließenden Reparationen und durch eine Reihe inzwischen neu elektrifizierter Strecken aufgetan hatten. Diese Fahrzeuge waren vom Konzept her sehr fortschrittlich angelegt und sollten der S-Bahn einen Modernisierungsschub bringen.

## Entwicklung
Mit der Projektierung dieses Zuges wurde der Lokomotivbau Elektrotechnische Werke „Hans Beimler“ Hennigsdorf (LEW) Mitte der 1950er-Jahre beauftragt. Die Vorgabe des Ministeriums für Verkehrswesen war ein dreiteiliger Zug mit Jakobs-Drehgestellen und Ausrüstung für 750 und 1500 Volt Gleichstrom. Da die Betriebsspannung über mehrere Jahre im laufenden Betrieb angehoben werden sollte, waren hierfür Zweispannungsfahrzeuge vorgesehen. Die Verwaltung S-Bahn äußerte Bedenken gegen das Konzept, da es bei Drittelzügen zu einer unausgewogenen Masse-Längen-Verteilung gekommen wäre. Probleme hätten sich zudem bei Entgleisungen im Nordsüd-S-Bahn-Tunnel ergeben. Im Reichsbahnausbesserungswerk Berlin-Schöneweide wäre eine Neukonstruktion der Aufarbeitungsstände erforderlich geworden.
Aufgrund der genannten Kritikpunkten wurde das Viertelzug-Konzept beibehalten, jedoch wurden zwei Viertelzüge zu einem begehbaren Halbzug gekuppelt; eine Idee, die erst knapp 40 Jahre später mit den S-Bahnen der Baureihe 481/482 versuchsweise wieder aufgegriffen wurde. Die Verwaltung S-Bahn kritisierte zudem, dass der Zug weiterhin Jakobs-Drehgestelle zwischen jeweils dem ersten und zweiten Wagen eines Viertelzuges aufwies. Auffallend war auch die neuartige blau-weiße Lackierung mit goldfarbener Farbtrennkante. Sie und die anhaltenden Störungen der Züge brachte der Baureihe den Spitznamen „Blaues Wunder“ ein.
Schon die Versuchsphase verlief beim ET 170 sehr unglücklich. Weil die LEW Exportaufträge bevorzugt bedienen mussten, konnten sie Teile der Zugsteuerung nicht fristgerecht liefern, sodass auf die Zugsteuerung der Baureihe ET 1650–8 zurückgegriffen werden musste. Die Bremsanlage konnte für den neuen Fahrzeugtyp im Test nicht überzeugen, denn der ET 170 besaß gegenüber den Vorkriegszügen ein Drehgestell und damit bei ähnlicher Masse zwei gebremste Achsen pro Viertelzug weniger, so dass die Bremsleistung unzureichend war.
Probleme bereiteten auch die feststehenden Fenster ohne Lüftungsmöglichkeit. Die Leistung der eingebauten Druckbelüftungsanlage reichte besonders im Sommer nicht aus, eine Parallele zur knapp 40 Jahre später erfolgten Entwicklung der S-Bahnwagen der Baureihe 481/482, bei der man sich auf das gleiche Konzept verließ. Bereits kurze Zeit nach der Inbetriebnahme mussten nachträglich Klappfenster eingebaut werden.
Aufgrund der Fahrzeugkonzeption äußerte die Verwaltung S-Bahn Bedenken. Die Wagen mussten für Arbeiten im Reichsbahnausbesserungswerk Berlin-Schöneweide aufwändig getrennt werden. Infolge des Mauerbaus und dem anschließenden Boykott der S-Bahn in West-Berlin ging der Bedarf an Fahrzeugen stark zurück. Die Reichsbahn forcierte zudem die Modernisierung (Rekonstruktion) des vorhandenen Wagenparks. Gedacht war auch daran, Altbaufahrzeuge zurückzukaufen, die ab 1945 als Reparationsleistung in die Sowjetunion gegangen waren, auch dies unterblieb jedoch.
Der erste Halbzug ET 170 001a–002b wurde im Mai 1963 mit einer Laufleistung von nur 5242 Kilometern im Raw Schöneweide abgestellt und diente fortan als Ersatzteilspender für den zweiten Halbzug. Dieser erhielt bei LEW 1962 eine neue Steuerungsanlage und die typische rot-ockerfarbene S-Bahn-Lackierung. Im Zuge der Einführung des Ein-Mann-Betriebes wurde der Zug 1966 mit einer UKW-Funkanlage und Sifa ausgerüstet. Wegen seiner „Kinderkrankheiten“ war der Zug überwiegend im Bw Erkner abgestellt. Ein Einsatz fand vorwiegend in Sonderumlaufplänen zwischen Ostbahnhof und Friedrichshagen beziehungsweise Erkner statt. Im Juni 1969 wurde auch der zweite Halbzug mit einer Laufleistung von 87.112 Kilometern abgestellt.
Den ersten Halbzug musterte die Reichsbahn am 3. November 1969 aus. Der zweite Halbzug erhielt bei der Umstellung des Baureihenbezeichnungen auf ein EDV gerechtes Schema die Bezeichnung 2782. Er wurde am 1. Juni 1972 ausgemustert. Die Züge wurden im Frühjahr 1973 und im Winter 1973/74 verschrottet.

## Sonstiges
In den 1950er und 1960er Jahren waren beide deutsche Staatsbahnen (DB und DR) noch bemüht, bei Fahrzeugbeschaffungen gleichlautende Nummern für Schienenfahrzeuge zu vermeiden. So wurden z. B. die Dampfloks der DR-Baureihe 6510 oder die Diesellokomotiven der DR-Baureihe V 10010 mit einer um 1000 höheren Ordnungsnummer in den Betriebsmittelpark der Reichsbahn eingestellt, weil es bei der DB die gleiche Baureihennummer gab. Die zur gleichen Zeit der Beschaffung des Blauen Wunders für die Hamburger S-Bahn entwickelten Fahrzeuge erhielten daher eine um 100 höhere Ordnungsnummer und wurden als Baureihe ET 1701 in Dienst gestellt.